# Michel V d'Alexandrie
Michel V d'Alexandrie nommé également Chaïl V est le 71e patriarche copte d'Alexandrie de 1145 à 1146.

## Contexte
Après le décès du patriarche Gabriel, les évêques, les prêtres et le responsables laïcs de la communauté se consultent pendant trois mois afin de lui trouver un successeur. Un moine du monastère Saint-Macaire de Scété, nommé Yoannis Ebn Kedran, semble pressenti avec l'appui de Anba Yacoub, évêque de Lekanah, Anba Christodolus, évêque de Fowa, et Anba Michael, évêque de Tanta. Toutefois les évêques de Haute-Égypte, les prêtres d'Alexandrie et les chefs laïcs du Caire n'acceptent pas ce choix. Finalement ils réussissent à s'accorder sur le choix de trois candidats : Yoannis Abu El-Fatah, Michel ou Chaïl diacre du monastère Saint-Macaire de Scété, et Soliman El-Dekhiary du monastère de Paromeos (en).
Ils hésitent longuement entre les trois candidats et le sort tombe finalement sur le moine Michel, qui est ordonné patriarche le 5e de Mesra, 861 A.M. soit le 29 avril 1145 A.D. ou selon Venance Grumel le 25 juillet 1145. C'est un honorable vieillard ami des pauvres et des nécessiteux mais il doit utiliser les services d'un scribe pour écrire ses sermons et les instructions qu'il adresse à son clergé. Lorsqu'il tombe malade, il se retire dans son monastère Saint-Macaire de Scété où il meurt en paix après avoir occupé la fonction de patriarche pendant seulement huit mois,.
Michel meurt le 3e jour de Baramoudah l'année 862 Ère des Martyrs. du calendrier copte, le 29 mars 1146 A.D.,.